# All In (2023)
All In 2023 года — второе крупное шоу рестлинга, проведённое под названием «All In». Впервые такое шоу было организовано промоушном рестлинга All Elite Wrestling. Шоу состоялось на 27 августа 2023 года и было показано по системе PPV и интернет-PPV.
Это было первое шоу AEW за пределами Северной Америки, первое шоу AEW, которое прошло на футбольном стадионе, первое шоу рестлинга, которое было организовано на новом стадионе «Уэмбли», а также всё это вместе стало первым шоу AEW со стадиона для футбола за пределами Северной Америки, которое показали по системе PPV.
Шоу установило рекорд AEW по посещаемости и продажам билетов. Также организаторы объявили, что на шоу был установлен рекорд для шоу рестлинга по количеству зрителей, пришедших на шоу по оплаченному билету. Число проданных билетов составило 81 035, а выручка от продаж билетов предположительно превысила 10 миллионов долларов. Позже власти лондонского боро Брент сообщили, что непосредственно через билетные турникеты прошли 72 265 человек, что и составляет реальную аудиторию, пришедшую на шоу по билетам.

## Организация шоу
Традиционно в конце лета / начале осени проводилось одно из четырех PPV AEW под названием «All Out». В 2023 году число PPV AEW увеличили минимум до шести, и одно из них было назначено за неделю до ожидаемой даты проведения «All Out». 27 апреля проведение «All Out» через неделю после «All In» было устно подтверждено топ-менеджером AEW Мегой Парех. 26 июня проведение «All Out» было официально подтверждено.

### Предыстория All In
Шоу под названием «All In» было организовано группой рестлеров при поддержке промоушна Ring of Honor в сентябре 2018 года. То шоу стало первым с 1993 года шоу рестлинга, организованном не WWE или WCW, на которое смогли продать более 10 тысяч билетов. Успех шоу привел к созданию нового американского рестлинг-промоушна All Elite Wrestling. При этом все авторские права на шоу All In, включая видео-запись шоу, остались у ROH. В марте 2022 года совладелец и президент AEW Тони Хан купил ROH, получив таким образом права на запись исходного All In.

### Подготовка All In в Англии в 2023 году

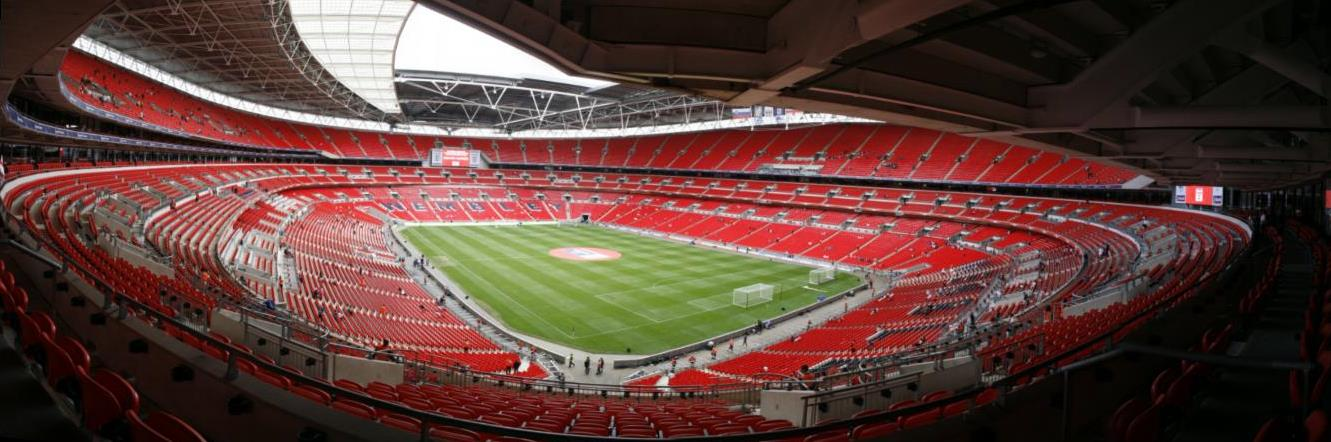
Шоу прошло на арене Уэмбли в Лондоне, Англия.

Впервые шоу AEW в Англии планировали провести летом 2020 года, это должно было быть PPV Fyter Fest, однако ограничения, вызванные пандемией коронавируса, заставили бессрочно отложить идею английского шоу.
9 ноября в эфире Dynamite было объявлено, что в 2023 году AEW направится в британское турне. Неделей позже информацию подтвердили, хотя ни даты, ни названия, ни места проведения не объявили.
5 апреля 2023 года в эфире ТВ-шоу AEW Dynamite анонсировали проведение шоу «All In» в Лондоне (Англия), на стадионе «Уэмбли». Тогда подчеркнули, что это станет первым шоу в истории AEW за пределами Северной Америки.

### Рекорд по продажам билетов
Продажи билетов на All In изначально оказались очень большими. В продажу они поступили 5 мая, но уже в первый день предпродажи было раскуплено предположительно более 36 тысяч билетов, что предположительно принесло выручку около 4,7 миллионов долларов. После открытия официальных продаж сумма купленных билетов предположительно достигла 60 тысяч, а выручка превысила 7,5 миллиона долларов. Вся информация о проданных билетах озвучивалась без официального подтверждения. По ходу All In было объявлено об установленном рекорде для шоу рестлинга по количеству зрителей, пришедших на шоу по оплаченному билету. Число проданных билетов составило 81 035. После шоу совладелец, генеральный менеджер и главный сценарист AEW Тони Хан сообщил, что всего во время шоу на арене находилось более 91 тысячи человек. Позже власти лондонского боро Брент сообщили, что непосредственно через билетные турникеты прошли 72 265 человек, что и составляет реальную аудиторию, пришедшую на шоу по билетам.
Успешные продажи билетов на шоу AEW предположительно привели к тому, что на шоу WWE Money in the Bank, которое прошло в Лондоне на арене О2, был спродюсирован эпизод, по ходу которого рестлер и актёр Джон Сина обратился к зрителям с предложением организовать в Лондоне одну из ближайших WrestleMania.

### Забастовка железнодорожников в Англии
11 августа было объявлено о том, что 26 августа в день проведения All In состоится один из дней забастовки Национального союза работников транспорта Великобритании.

### Арест Дэниела Уилера
18 августа появилась информация о том, что рестлер Кэш Уилер (настоящее имя Дэниел Уилер) был задержан за нападение на человека с огнестрельным оружием с отягчающими обстоятельствами. Он был помещён в полицейский участок, а дело передано в окружной суд. Причиной для ареста стал инцидент, произошедший 27 июля, еще до того, как на All In был назначен матч при его участии. На момент ареста Уилер являлся действующим командным чемпионом AEW.

## Показ шоу
В течение долгого времени не было ясно, каким образом будет осуществляться эфир шоу, и будет ли оно показано вообще. С июля в рестлинговых СМИ начали обсуждать информацию о том, что All In можно будет смотреть на стриминговой площадке сайта Bleacher Report. 2 августа в эфире юбилейного 200-го телевизионного шоу Dynamite подтвердили, что шоу будет доступно к просмотру и на традиционных площадках Pay-per-view, и в интернет-стриминге: на сервисах Bleacher Report, на FITE TV, ppv.com, а также на Youtube.

## Сюжеты и назначение матчей
Традиционно на шоу рестлинга участники проводят матчи, развивающие сюжеты и истории. Наиболее частый вид матча — противостояние положительного («фейс») и отрицательного («хил») персонажей. Подготовка матча и раскрытие сути конфликта происходит на телевизионных шоу — в случае AEW это Dynamite, Rampage и Collision.
После того, как на майском шоу Double or Nothing (2023) МЖФ защитил Чемпионство AEW от Дарби Аллина, Сэмми Гевары и Джангл Боя, у него началось противостояние с Эдамом Коулом. 7 июня на Dynamite МЖФ заявил, что у него больше нет оппонентов, и на эту его провокацию ответил Эдам Коул. Он получил право на матч за будущую титульную возможность, и этот матч состоялся на Dynamite 14 июня, завершившись вничью по истечении времени. В тот же день вызов МЖФу бросил японский рестлер Хироши Танахаши, который получил свой матч на PPV Forbidden Door (2023) и проиграл его. 21 июня на Dynamite Коул обвинил МЖФа в том, что тот испугался его и не согласился на дополнительное время в их первом матче. В тот же день был назначен турнир за претендентство на Командное чемпионство, и часть команд в этом турнире была составлена из случайно собранных пар рестлеров. Одной из таких команд стали МЖФ и Эдам Коул. В течение следующих нескольких недель регулярно показывали сценки о том, как они пытаются сдружиться и понять друг друга лучше. Параллельно они выиграли четвертьфинал турнира (на Dynamite 5 июля у Мясника и Мэтта Ли), а затем и полуфинал (на Dynamite 21 июля у Большого Билла и Брайана Кейджа). Финал турнира был проведен в Бостоне на Dynamite 19 июля, МЖФ с Коулом победили Сэмми Гевару и Даниэля Гарсию, выиграв турнир. Свой матч за титулы они получили на Collision 29 июля, но командные чемпионы ФТР оказались сильнее, Дакс Харвуд удержал МЖФа, что стало первым удержанием МЖФа с июня предыдущего года. На юбилейном Dynamite 2 августа МЖФ вручил Коулу контракт на матч за титул, признав его право быть в мэйн-ивенте All In.
Еще через неделю на Dynamite 9 августа Коул, посчитавший, что они с МЖФом всё же могут быть командой чемпионского уровня, бросил вызов на матч за титулы Ring of Honor их обладателям из команды Осси Опен. На Rampage 11 августа Кайл Флетчер и Марк Дэвис приняли этот вызов, и матч был утвержден на пре-шоу All In. На Dynamite 16 августа МЖФ и Коул продолжили сеансы тимбилдинга, а Осси Опен попытались на них напасть. В ответ Коул и МЖФ провели им все приёмы, которые они тренировали.
2 августа на юбилейном 200-м ТВ-шоу AEW Dynamite новой женской чемпионкой стала японская рестлерша Хикару Шида, победившая англичанку Тони Шторм. На следующем Dynamite 9 августа было объявлено, что на All In состоится чемпионский четырехсторонний матч, три участницы которого будут определены в результате турнира. Хикару Шида квалифицировалась в матч как чемпионка, одолев на том же шоу Анну Джей. Тони Шторм получила пропуск в матч как бывшая чемпионка, имеющая право на матч-реванш. Оставшиеся два места были разыграны позже. 11 августа на Rampage показали записанный двумя днями ранее матч, в которомСарайя победила Скай Блю, обеспечив себе поездку в Лондон. 16 августа на Dynamite последнюю путевку в матч завоевала Бритт Бейкер, победившая Зайку
5 августа на ТВ-шоу AEW Collision Дакс Харвуд и Кэш Уилер защитили Командное чемпионство AEW от Большого Билла и Брайана Кейджа, после чего обратились к другой команде AEW «Янг Бакс», напомнив, что у них есть незаконченные дела, и предложив матч на All In. На Dynamite 9 августа Янг Бакс этот вызов приняли. Под незавершенными делами имелось в виду их противостояние, уходящее корнями в 2020 год. Рестлеры провели два матча друг против друга. Первый на Full Gear (2020) выиграли Баксы, а 4 апреля 2022 года на Dynamite ФТР взяли реванш. Третий матч команд снова пройдет за титулы: в первом Янг Бакс выиграли у ФТР чемпионство AEW, во втором ФТР защитили титулы ROH и AAA. 16 августа на Dynamite Янг Бакс победили братьев Ганнов, и те напали на Джексонов после поражения. ФТР спасли Бакс от избиения, показав, что нацелены на честную борьбу.
На PPV Double or Nothing Орандж Кэссиди защитил Межнациональное чемпионство в батл-рояле, последним удалив из матча Шейна «Поворота» Стрикленд. На следующем Dynamite был назначен матч, в котором Кэссиди помогал Дарби Аллин, а противостояли соратники Стрикленда по группировке «Посольство Могул» Бишоп Кан и Тоа Лиона. Стрикленд после проигранного друзьями матча присоединился к ним и начал избивать Кэссиди и Аллина. Тем на помощь пришел Стинг, который на протяжении двух с лишним лет был ментором Аллина, и который до того не выступал больше полутора месяцев. На том же шоу Стрикленд заработал право на матч за Межнациональное чемпионство, который состоялся неделей позже 7 июня на Dynamite. Этот матч Стрикленд также проиграл, после чего снова напал на Кэссиди, и тому на помощь снова пришли Аллин и Стинг. 14 июня на Dynamite состоялся матч квартетов, в котором Стинг, Аллин, Кэссиди и Кит Ли победили «Посольство». 28 июня на Dynamite было объявлено, что Аллин объединится с Кэссиди в турнире претендентов на Командное чемпионство AEW, а их противниками в матче 1 раунда будут Стрикленд и Кит Ли, которые в прошлом были напарниками. Этот матч состоялся на Dynamite 5 июля, и победителями стали Аллин и Кэссиди. В тот же день было показано видео про скорый дебют в AEW молодого рестлера Ника Уэйна, чей отец в прошлом тренировал Аллина, и которому за полтора года до того пообещали работу в AEW. Еще в начале 2022 года Аллин лично привёз Уэйну контракт на инди-шоу DEFY Wrestling. 12 июля на Dynamite Аллин и Кэссиди выиграли полуфинальный матч, а в мэйн-ивенте у Ник Уэйн был матч против Стрикленда и Аллин вышел его поддержать. 21 июля на Rampage Аллин и Стрикленд остались в финальной двойке батл-рояла на двух ринга «Royal Rampage», и победу одержал Аллин. 26 июля на Dynamite Аллин пообещал своему бывшему ментору АР Фоксу организовать для него матч за Межнациональное чемпионство. Фокс в прошлом не только тренировал Аллина, но и приютил его в своём доме. Фокс этот матч проиграл, а после этого напал на Кэссиди. Аллин выбежал в зал и предъявил ему претензии, Фокс ушёл с ринга и не стал объяснять своё поведение. 2 августа на Dynamite Стрикленд, объединившийся с Фоксом, обратились к Аллину, пообещав забрать всё, чем тот дорожит, сопроводив свою речь вопросом-названием вирусного видео-клипа The Fox (What Does the Fox Say?). После этого они направились домой к Нику Уэйну, напав на него и избив, а после пообещав превратить жизнь Аллина в ад. 9 августа рестлеры встретились на Dynamite, Аллин заявил, что не простит их нападение на Уэйна, и вызвал на подмогу Стинга, который был его ментором в AEW на протяжении почти 2,5 лет. Позже по ходу шоу было объявлено о проведении командного матча с гробом — фирменного матча Аллина в AEW (три матча за два года — три победы). 16 августа на Dynamite Аллин и Уэйн победили участников Посольства Лиона и Кауна, после чего Стрикленд и Фокс попытались на них напасть. Атаку сорвало появление на экране Стинга, который в манере своего прежнего персонажа «Джокера» пообщался с Принцем Нана, который оказался там не по своей воле. Стинг порекомендовал Стрикленду и Фоксу держать ушки на макушке, ведь до матча с гробами тем еще нужно дожить. В итоге те вместо нападения умчались за кулисы помогать Нане.
После серии неудачных матчей и решений Крис Джерико лишился поддержки своей группировки «Общество признательности Джерико», участники которой начали публично высказывать свои претензии и разочарование. 5 июля на Dynamite его рассуждения о готовности перезагрузиться прервал Дон Каллис, напомнивший, что именно он шесть лет назад организовал Джерико матч против Кенни Омеги на шоу NJPW Wrestle Kingdom. И без участия Каллиса Джерико был бы совершенно другим, именно Каллис помог Джерико подняться по лестнице рестлинга и попасть в AEW. Он пригласил Джерико к сотрудничеству, но Крис не согласился. Через неделю после этого Каллис снова припомнил прошлое, когда они в 1995 м году вместе выступали на ринге, и снова пригласил союз. Джерико обещал подумать, и Каллис ответил, что не будет на него давить. 19 июля во время Dynamite показали, как Джерико и Каллис провели секретную встречу в ресторане, но подробностей не сообщили. Еще через неделю Каллис устроил для Джерико матч в компании своего подопечного Коносукэ Такэситы против двух его уже практически бывших союзников — Даниэля Гарсии и Сэмми Гевары. Этот матч состоялся на юбилейном 200-м Dynamite, и в концовке Каллис ударил Гарсию битой, Джерико это заметил, но всё равно его удержал для победы. На Dynamite 9 августа все участники «Общества Признательности Джерико» объявили о том, что покидают группировку, что положило ей конец. На Dynamite 16 августа Каллис подарил Джерико картину, на которой бы изображён сам Дон с головой Джерико в руках. Когда Джерико потребовал объяснений, Каллис назвал его величайшим нарциссом в истории, недостойным находиться в его семье. Джерико и Каллис сцепились в потасовке, в которой Каллису помогли Такэсита, а также вернувшийся в AEW после двухмесячного отсутствия английский рестлер Уилл Оспрей. Джерико помог Сэмми Гевара, а позже на шоу был назначен матч Джерико против Оспрея. На предыдущем PPV AEW «Forbidden Door» Каллис был в углу Оспрея, с которым объединился чуть ранее на почве предательства Джона Моксли еще парой недель ранее.
19 августа на Collision СМ Панк оделся в золотой костюм с маской и напал на Самоа Джо еще перед началом назначенного им матча. Проведя несколько фирменных приёмов, после чего стало ясно, кто это, Панк снял маску и явил своё лицо. Их матч был утверждён к проведению на All In. Рестлеры до того оказались на одном шоу AEW Collision, где успели провести первый матч 8 июля в полуфинале турнира Основания Оуэна Харта. Также у рестлеров богатая история противостояния в первой половине 2000-х, когда они соперничали за Чемпионство Мира Ring of Honor, а также провели пару матчей в инди-рестлинге — Pro Wrestling Guerrilla и английском Frontier Wrestling Alliance. Тогда из пяти матчей один на один Джо выиграл три, а памятная дилогия 2004 года завершилась двумя ничьими по истечении 60 минут времени, что позволило Джо дважды сохранить Чемпионство Мира. Весной 2023-го незадолго до возвращения СМ Панка на ринг ходили слухи о том, что он хотел бы организовать сюжет и матч именно против Джо.
16 марта на Dynamite Джангл Бой стал одним из тех, кто прервал повторную Бар-митцву Чемпиона AEW МЖФа, предъявив свои претензии на титул. Он стал участником мини-турнира за претендентство, который стартовал на Dynamite 19 апреля, и который завершился без однозначного результата. 3 мая на Dynamite был утверждён четырехсторонний матч за титул. Этот матч состоялся на Double or Nothing тем, что МЖФ смог одержать победу и защитить титул. За время подготовки к матчу Джангл Бой выглядел неуверенно и подвергался критике со стороны того же МЖФа относительно того, что ему все было дано по умолчанию вместо того, чтобы зарабатывать это. Поддержку Джангл Бою оказал Хук, с которым они выступали в начале года, и которому сам Джангл Бой помог на Dynamite 31 мая. Одержав командную победу над Престоном Вэнсом и Дралистико на Dynamite 7 июня, Джангл Бой узнал имя своего оппонента на шоу Forbidden Door, где он встретился с Чемпионом Мира IWGP САНАДОЙ, который несколько раз уничижительно высказался про Джангл Боя при подготовке к матчу. Этот матч Джангл Бой проиграл, после чего сорвался и напал на Хука, который сопровождал его у ринга. На Dynamite 5 июля Джангл Бой довершил свой хил-тёрн, оскорбив Хука, который пришел разобраться, но Джангл Бой успел уехать прочь. На Dynamite 19 июля рестлерам был назначен матч за Чемпионство FTW, и этот матч Джангл Бой выиграл, забрав у Хука титул. Он сменил образ, начав выходить в зал под классическую музыку, и отказавшись от псевдонима «Джангл Бой», выбрав своё настоящее имя — Джек Перри. На юбилейном 200-м Dynamite Джек Перри встретился с ветераном ECW Джерри Линном, работавшим на закулисной должности в AEW. Линн напомнил о богатом прошлом ECW и титула FTW, но признал, что сам не в состоянии драться, и вместо себя пригласил в качестве оппонента другого бывшего рестлера ECW Роба ван Дама. Их матч был проведен на Dynamite 9 августа, и Перри смог защитить титул FTW, ударив РВД в пах. На Dynamite 16 августа Перри пообещал похоронить титул FTW, а 24 августа в подкасте AEW Unrestricted Тони Хан объявил, что Перри и Хук проведут еще один бой за титул FTW в Лондоне на стадионе «Уэмбли».

## Результаты матчей
| № | Матч* | Условия                                                                   | Время |
| --- | --- | ------------------------------------------------------------------------- | ----- |
| 1P | МЖФ и Эдам Коул победили Осси Опен (Кайл Флетчер и Марк Дэвис) (ч) | матч за Командное чемпионство Ring of Honor                               | 6:58  |
| 2P | Хук победил Джека Перри (ч) | одиночный матч за Чемпионство FTW                                         | 8:23  |
| 3 | СМ Панк победил Самоа Джо | Одиночный матч; на кону был неофициальный титул «Настоящего» чемпиона AEW | 13:58 |
| 4 | Коносукэ Такесита и Золотой Буллет Клаб (Джус Робинсон и Джей Уайт победили Золотую Элиту (Кота Ибуши, Кенни Омега и Адам Пейдж                                                       | Матч трио                                                                 | 20:28 |
| 5 | ФТР (Дакс Харвуд и Кэш Уилер) (ч) победили Янг Бакс (Мэтт и Ник Джексоны) | матч за Командное чемпионство AEW                                         | 21:45 |
| 6 | Эдди Кингстон, Орандж Кэссиди, Лучшие Друзья (Чак Тэйлор и Трент Баррета) и Пента Эль Серо Мьедо победили Бойцовский клуб Блэкпула (Джон Моксли, Клаудио Кастаньоли, Сантану и Ортиса | Матч по правилам «Стадионного Безумия»                                    | 21:21 |
| 7 | Сарайя победила Хикару Шиду (ч), Тони Шторм и Бритт Бейкер | Одиночный матч за Женское Чемпионство AEW                                 | 8:43  |
| 8 | Дарби Аллин и Стинг победили Кристиана Кейджа и Поворота Стрикленда | Командный матч с гробом                                                   | 15:49 |
| 9 | Уилл Оспрей победил Криса Джерико | Одиночный матч                                                            | 14:55 |
| 10 | Билли Ганн и Признанные (Энтони Боуэнс и Макс Кастер) победили Дом Тьмы (Малакай Блэк, Броди Кинг и Бадди Мэтьюз) (ч) (с Джулией Харт)                                                | Матч 3х3 за Чемпионство мира AEW среди трио                               | 9:38  |
| 11 | МЖФ (ч) победил Эдама Коул | Одиночный матч за Чемпионство AEW                                         | 27:29 |
| - (ч) – чемпион на начало матча - P – указывает, что матч пройдёт на предварительном шоу - * матчи могут измениться | |                                                                           |       |